# Dace Akmentiņa
Dace Akmentiņa właściwie Doroteja Šteinberga (ur. 3 sierpnia 1858 w Grienvalde, zm. 16 marca 1936 w Rydze) – łotewski aktorka teatralna, wystęowała w Łotewskim Teatrze w Rydze w latach 1887–1914. W ciągu 25 lat kariery scenicznej zagrała 238 ról. Krytycy teatralni uznali ją za najlepszą łotewską aktorkę swoich czasów.

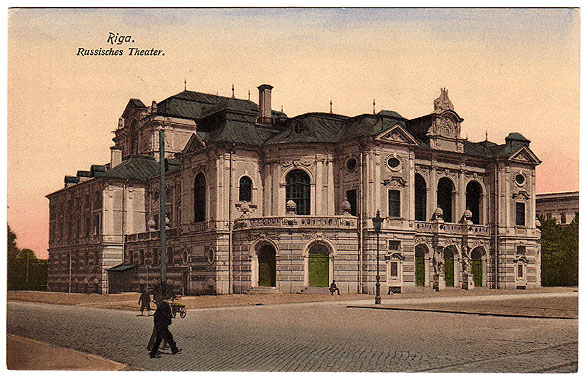
Łotewski Teatr Narodowy, między 1910 a 1918, Ryga

## Biografia
Doroteja Šteinberga urodziła się w 1858 r. w majątku Grienvalde w parafii Grünwald, w guberni kurlandzkiej. Pochodziła z biednej rodziny, jej ojciec był murarzem. Uczyła się w szkole parafialnej przez 3 lata. W 1975 r. przeprowadziła się do Rygi, gdzie pracowała w teatrze jako krawcowa i śpiewała w chórze. Po raz pierwszy wystąpiła w 1986 r. w sztuce Życie za cara opartym na motywach opery Michaiła Glinki, gdzie zagrała rolę chłopca Wani. Po pierwszych sukcesach została zatrudniona na stałe w Łotewskim Teatrze w Rydze. Pod okiem niemieckiego dyrektora teatru Hermanna Rode-Ebelinga rozwinęła się jako aktorka charakterystyczna. W ciągu 25 lat kariery scenicznej zagrała 238 ról. Do najważniejszych kreacji należą m.in.: Małgorzata w Fauście, Ofelia w Hamlecie, Desdemona w Otello, Mirdza w sztuce Aspazij Wajdelotka, Kārlēns w dramacie Rūdolfsa Blaumanisa Skroderdienas Silmačos, Kristīne w Ugunī Blaumanisa. Po 1914 r. rzadko pojawiała się na scenie. Ostatnią rolę zagrała w 1922 r. w Łotewskim Teatrze Narodowym w sztuce Lāča bērni Jānisa Akurātersa. W późniejszych latach poważnie zachorowała. Mieszkała w Rydze, przy ulicy Palīdzības. Zmarła 16 marca 1836 r. Pochowana została na Cmentarzu Leśnym w Rydze. Krytycy teatralni uznali ją za najlepszą łotewską aktorkę swoich czasów.
W 1929 r. Paula Jēgere–Freimane, krytyk teatralny i literacki, wydała monografię Dace Akmentiņa.